# Clethrionomys glareolus
L'arvicola rossastra o arvicola dei boschi (Clethrionomys glareolus Schreber, 1780) è un mammifero roditore appartenente alla famiglia dei Cricetidi.
Secondo recenti studi, si tratterebbe del mammifero più abbondante in Europa centrale.

## Distribuzione geografica
Con numerose sottospecie (Clethrionomys glareolus alstoni, Clethrionomys glareolus britannicus, Clethrionomys glareolus caersarius, Clethrionomys glareolus curcio, Clethrionomys glareolus erica, Clethrionomys glareolus garganicus, Clethrionomys glareolus glareolus, Clethrionomys glareolus hallucalis, Clethrionomys glareolus helveticus, Clethrionomys glareolus istericus, Clethrionomys glareolus nageri, Clethrionomys glareolus pirinus, Clethrionomys glareolus ruttneri, Clethrionomys glareolus skomeriensis) la specie è diffusa dai Pirenei ai Monti dell'Altaj, spingendosi a nord fino alla Scandinavia ed al Circolo polare artico: alcune popolazioni insulari sono presenti anche in Inghilterra, Irlanda e nel Mar Baltico, dove furono con tutta probabilità introdotte, più o meno accidentalmente, ad opera dell'uomo.

In Italia la specie è diffusa praticamente su tutto il territorio peninsulare (penisola salentina e Pianura Padana escluse), dove con ben quattro sottospecie si concentra in particolare sui massicci montuosi della Sila (sottospecie curcio), del Gargano (sottospecie garganicus), dell'Aspromonte (sottospecie hallucalis) e sull'arco alpino (sottospecie nageri).
Come intuibile dal nome comune, l'arvicola dei boschi predilige le aree boschive ben mature (ossia con abbondante copertura sottoboschiva e di lettiera) a regime climatico non troppo caldo: pertanto, la si trova in prevalenza in aree collinari od addirittura montane, mentre risulta assai rara od assente nelle aree costiere, fortemente antropizzate o nelle pianure. Tali esigenze in termini di habitat ne fanno un ottimo bioindicatore tanto che esso torna utile anche in paleoclimatologia, in quanto la sua presenza allo stato fossile in determinati strati di roccia indica che la zona in periodi remoti ebbe caratteristiche climatiche ben precise, atte ad ospitare questa specie. Nelle aree più settentrionali del proprio areale, come in Scandinavia, l'animale si trova anche in aree pianeggianti ed aperte (in virtù delle temperature medie inferiori della zona) ed entra addirittura nelle case.

## Descrizione

### Dimensioni
Misura fino a 15 cm di lunghezza (di cui un terzo spettano alla coda), per un peso medio di una ventina di grammi: fra le varie sottospecie possono tuttavia sussistere variazioni di peso anche del 300%.

### Aspetto

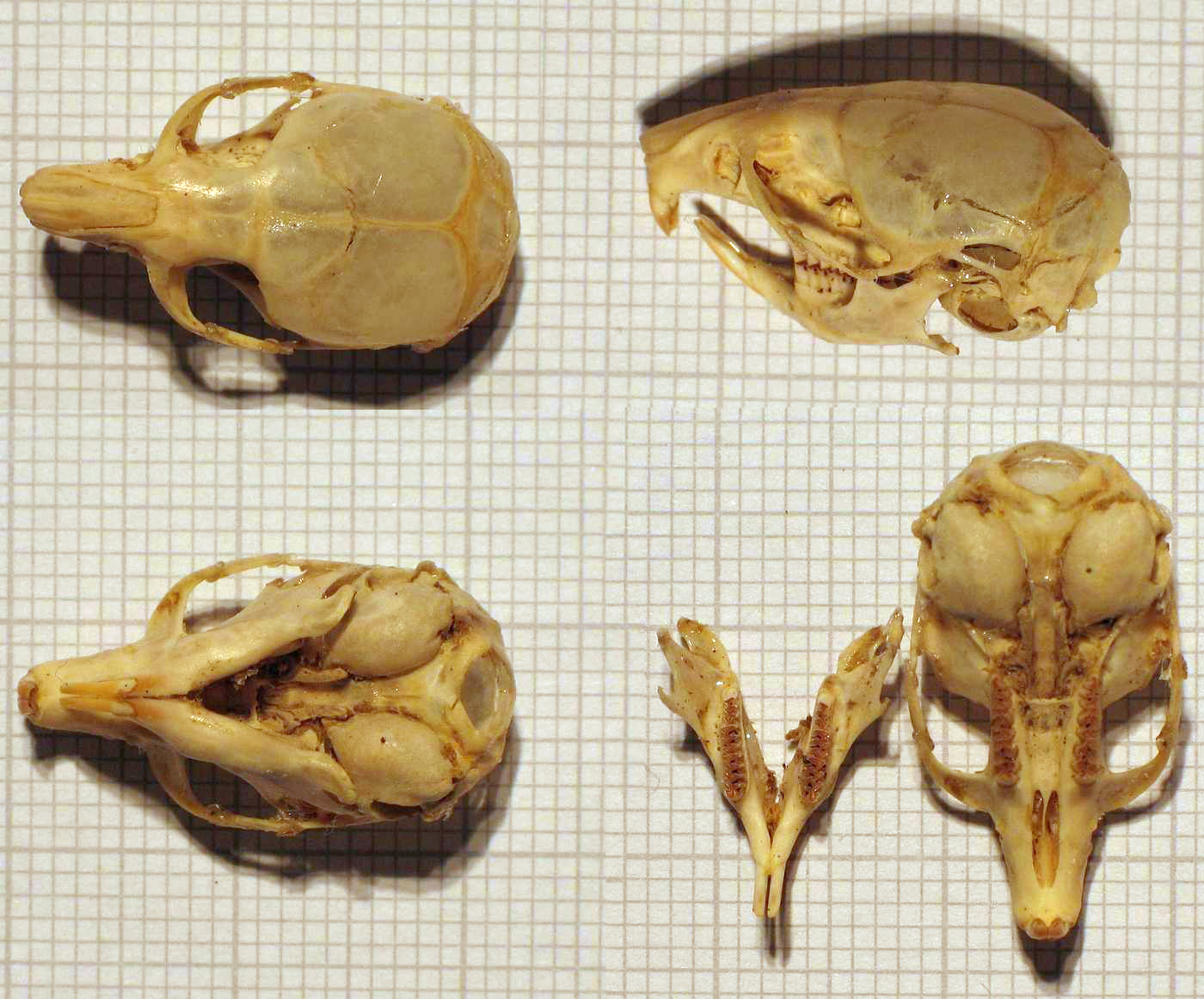
Visione del cranio di arvicola rossastra.

L'arvicola rossastra è vagamente somigliante a un topo domestico, dal quale tuttavia si distingue per le minori dimensioni degli occhi e la forma del cranio più arrotondata: rispetto alle altre specie di arvicola, invece, si differenzia nettamente per la coda ed alle orecchie di maggiori dimensioni in proporzione al corpo, così come per alcune importanti differenze a livello cranico (presenza di due radici per ciascun molare, palato dalla forma appiattita).

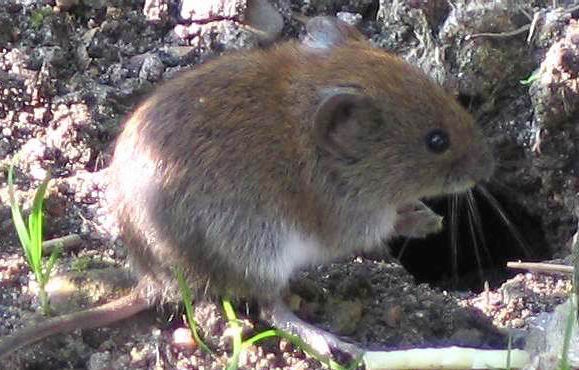
Un'arvicola rossastra in natura.

Il pelo è bruno-rossiccio sul dorso (da cui il nome comune di arvicola rossiccia), mentre tende a schiarirsi sui fianchi, dove è di colore bruno-giallastro: sul ventre e sulle zampe il pelo è invece biancastro, anche se in alcune sottospecie può virare verso il giallo od il fulvo. La coda termina in un ciuffetto di peli ed è dello stesso colore del dorso, al quale si inframezzano peli più lunghi e robusti di colore nerastro.

L'arvicola rossiccia muta il proprio pelo in primavera ed autunno: dopo la muta il colore rimane immutato, mentre varia la sua consistenza. Il manto estivo, infatti, è più sericeo e rado rispetto a quello invernale, dove l'animale presenta inoltre un sottopelo grigiastro per meglio difendersi dalle intemperie e dalle basse temperature.

## Biologia
Si tratta di animali sociali e dalle abitudini catadrome, ossia alternano periodi di riposo e di attività durante le 24 ore: generalmente le ore di attività totali dell'animale oscillano da due a sei a seconda della stagione, scaglionate in 3-9 periodi attivi alternati a periodi di riposo, con picchi di attività durante estate ed inverno e valori minimi durante primavera ed autunno.

L'animale può scegliere il proprio periodo di attività anche in base alla concorrenza per il cibo esercitata da altri animali: nelle aree dove l'arvicola rossiccia coabita col topo selvatico dal collo giallo (Apodemus flavicollis), infatti, essa tende ad avere abitudini perlopiù diurne, per evitare di entrare in competizione per il cibo con quest'ultimo.

Durante il riposo, le arvicole cercano rifugio in complicati sistemi di gallerie che esse stesse scavano immediatamente al di sotto della superficie, avendo cura di realizzare numerosi sbocchi verso l'esterno, generalmente siti in corrispondenza di ceppi o sassi per meglio camuffarli. Spesso le gallerie continuano anche al di sopra del terreno, in quanto vengono scavate anche al di sotto della copertura di fogliame, di erba o di neve.

Le arvicole si muovono con abilità e cautela nel fitto del sottobosco, preferendo il folto delle felci o l'intrico dei rovi, che, oltre ad offrire una discreta protezione all'animale grazie alle loro spine, sono anche un'ottima fonte di cibo. Spesso e volentieri l'animale si arrampica sugli alberi, il che lo rende più facilmente avvistabile rispetto alle altre arvicole. In alcuni casi, l'animale può addirittura utilizzare il nido di qualche uccello posto su qualche albero come proprio rifugio.

Ciascun esemplare stabilisce un proprio territorio, che può variare in estensione a seconda del periodo dell'anno, dell'habitat preso in considerazione, della densità di popolazione residente e del rango sociale occupato dal proprietario del territorio, ma solitamente esso non ha mai diametro inferiore ai 45 m, considerando come centro del territorio la camera principale della propria tana sotterranea, posta solitamente a circa mezzo metro di profondità. La tana può tuttavia trovarsi anche sul terreno, fra le foglie morte od in tronchi cavi: l'animale provvede in ogni caso a renderla confortevole imbottendola con foglie, muschio, peli di animali e fibre vegetali.

### Alimentazione
Le arvicole sono animali essenzialmente erbivori: nei mesi primaverili si nutrono di erbe, radici, e germogli, mentre d'estate e d'autunno lo spettro alimentare dell'animale si amplia, andando ad includere anche frutti e semi, assieme anche a noci, bacche, grano, orzo e semi di graminacee. Durante tutto l'anno l'animale può nutrirsi anche di insetti e larve, lumache ed altri piccoli invertebrati, che tuttavia non vanno mai a superare un terzo del totale di cibo ingerito dall'animale.

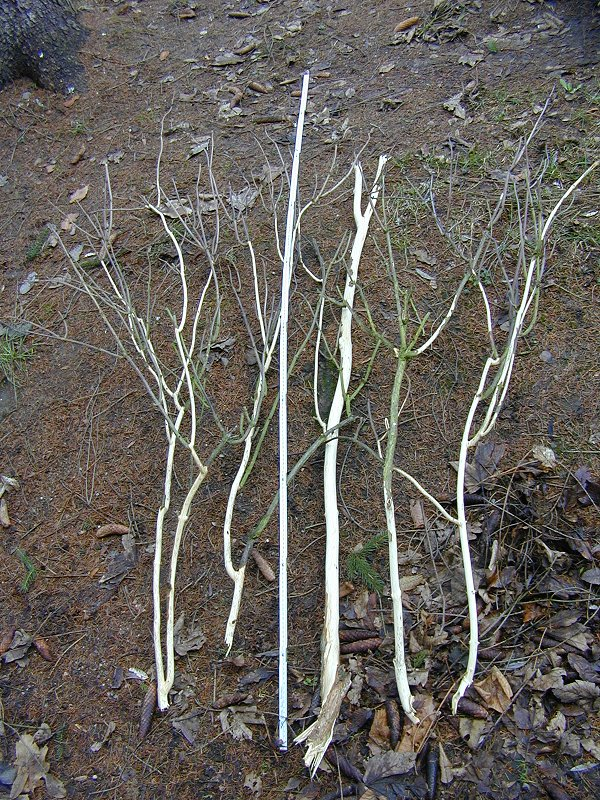
Alberi di sambuco scortecciati dalle arvicole fino a 2 m d'altezza.

Durante l'estate, l'animale può anche raddoppiare il suo peso in funzione della maggiore quantità di cibo disponibile, per poi tornare al proprio peso forma durante l'inverno, quando il cibo reperibile è molto più scarso. Può accadere, anche se è poco frequente, che l'arvicola rossastra immagazzini nei periodi di abbondanza semi e granaglie all'interno dei fondi ciechi delle proprie gallerie.
Nelle aree in cui sono presenti in gran numero, le arvicole rossicce sono considerate animali nocivi, in quanto tendono a danneggiare le colture ed a rosicchiare la corteccia dei giovani alberi, di solito larici e sambuchi, portandoli alla morte.

### Riproduzione
I territori dei maschi (in particolare quelli dei grossi individui dominanti) sono più grandi rispetto a quelli delle femmine: per questo motivo, il territorio di ciascun maschio andrà con tutta probabilità a sovrapporsi con quello di più femmine, con le quali si accoppierà durante il periodo riproduttivo. Quest'ultimo è legato al fotoperiodo e va generalmente da aprile ad ottobre, con un picco nel mese di giugno: in caso di annate particolarmente favorevoli o sfavorevoli in termini di presenza di cibo, tuttavia, la durata del periodo degli amori può espandersi da marzo a novembre (in certi boschi alpini le arvicole si riproducono addirittura durante tutto l'anno, seppure in inverno l'attività riproduttiva risulta molto ridotta) o limitarsi ai soli mesi di maggio e giugno.

Ogni maschio tenta di accoppiarsi col maggior numero di femmine possibile, arrivando anche a compiere piccole migrazioni, attratto dall'odore della femmina in estro: dal canto suo, la femmina si accoppia anch'essa con numerosi maschi, pur dando la priorità agli individui dominanti residenti nelle vicinanze del proprio territorio piuttosto che agli esemplari "randagi" e subordinati. L'estro ha una durata di quattro giorni. Le femmine, infatti, hanno ruolo dominante nei confronti dei maschi, in special modo durante il periodo riproduttivo
La gravidanza dura circa tre settimane: la prima gravidanza dell'anno dura solitamente di meno (18 giorni), mentre le successive (fino a cinque in un anno) hanno solitamente durata maggiore, poiché la femmina può rimanere di nuovo gravida mentre sta ancora allattando la figliata precedente e perciò molto probabilmente ritarda l'impianto degli ovuli nel proprio utero per evitare di partorire nuovamente mentre sta ancora accudendo i cuccioli. In prossimità del parto, le femmine divengono molto aggressive le une nei confronti delle altre e contraggono i confini del proprio territorio, evitando così di sovrapporre parte del proprio spazio vitale a quello di altre femmine.

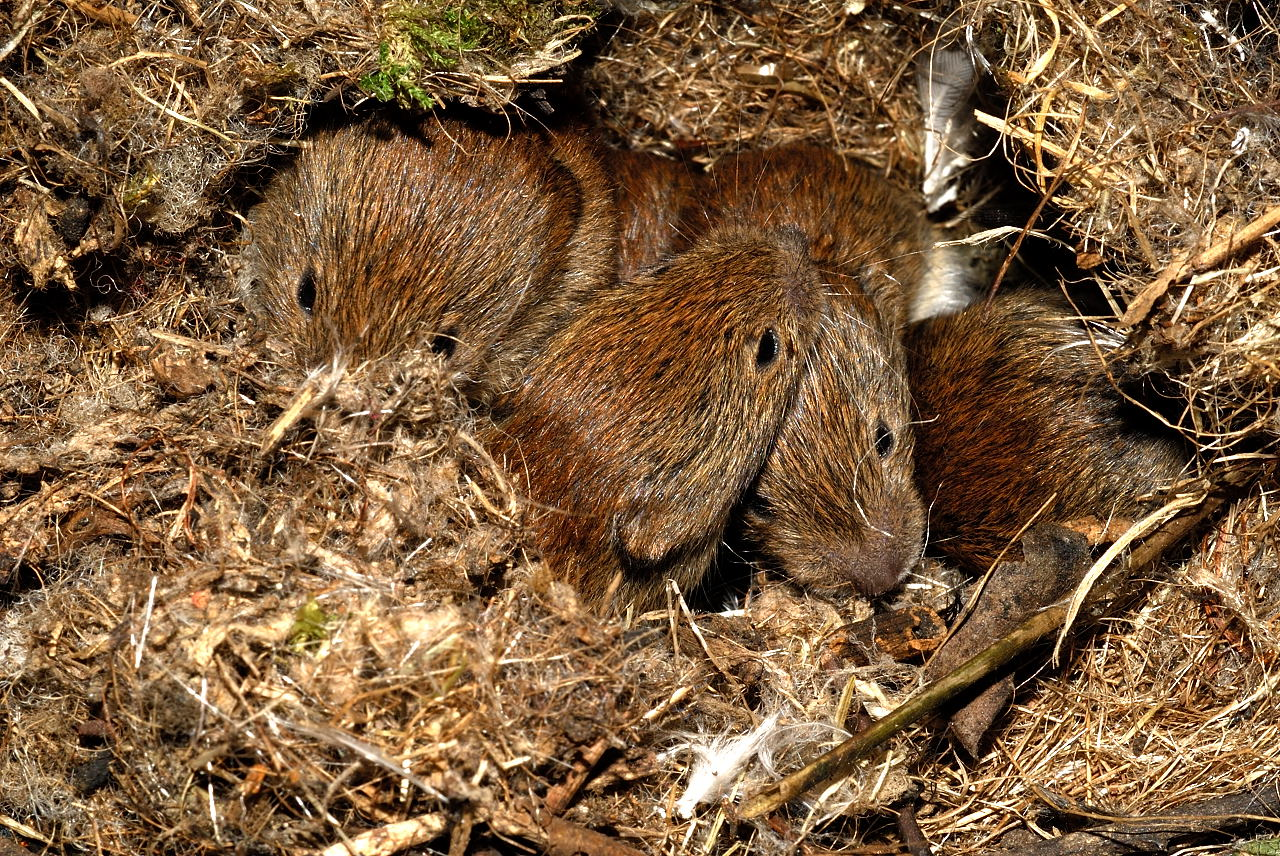
Giovani arvicole rossastre nel loro nido, sotto una catasta di legna.

Al termine della gravidanza, la femmina dà alla luce nella camera principale della propria tana dai tre ai dieci cuccioli, inizialmente ciechi, sordi e privi di pelo, fatta eccezione per qualche isolata vibrissa sul muso. I peli cominciano a crescere sul dorso a partire dal terzo giorno di vita, ma solo attorno alle 5 settimane di vita la peluria grigia giovanile lascerà il posto al manto definitivo. I cuccioli cominciano a sentire a partire dagli 11 giorni di vita, mentre a 12 giorni aprono gli occhi.

Lo svezzamento avviene attorno alle tre settimane di vita, mentre la maturità sessuale sopraggiunge attorno alle nove settimane: le femmine sono tuttavia talvolta in grado di portare a termine delle gravidanze già a partire dalla quarta settimana di vita, mentre i maschi mai prima dell'ottava settimana. In ogni caso, gli esemplari che si riproducono lo stesso anno della propria nascita generalmente non superano l'inverno, e questo è valido in particolare per le femmine. Tutte le femmine raramente arrivano a partorire più di tre volte nel corso della loro vita.

Pare che la popolazione di arvicole rossastre abbia dei picchi di proliferazione ogni 3-4 anni, ai quali conseguono improvvisi e drastici cali numerici: le motivazioni dietro alla fluttuazione della densità di popolazione sono ancora oggetto di studio. Secondo alcuni è dovuto ad un aumento dei predatori (predation hypothesis), le cui popolazioni fluttuano in modo simile, seguendo le fluttuazioni delle popolazioni di prede. Quello che è certo è le popolazioni di molte specie di micromammiferi fluttuano in maniera sincrona nello spazio e nel tempo.
La femmina può uccidere i cuccioli delle femmine dei territori vicini, così da evitare concorrenza sia per sé (una femmina in allattamento richiede fino al 130% di cibo in più) che per la propria progenie, mentre i maschi possono uccidere delle nidiate per far sì che la femmina vada nuovamente in estro e si accoppi con loro.
La speranza di vita media di questi animali in natura, complice la forte pressione venatoria alla quale sono sottoposti da una vasta gamma di animali carnivori (principalmente Barbagianni, allocchi, donnole e falchi) per i quali rappresentano una fonte primaria di nutrimento, è di circa un anno e mezzo: in cattività, tuttavia, alcuni esemplari sono vissuti fino a 12 anni.